# Свердруп (одиниця вимірювання)
Све́рдруп — одиниця вимірювання об'ємного транспорту (об'ємної витрати). Еквівалентна 106 кубічних метрів на секунду (0,001 км³/c). Використовується в океанології для вимірювання транспорту океанічних течій. Символ Sv. Не є одиницею SI, і його символ конфліктує із зівертом. Названа на честь одного з піонерів океанології Гаральда Свердрупа.

## Типові значення в природі
Загальний річковий стік в океан еквівалентний одному свердрупу.
Останні дослідження припускають, що транспорт Гольфстриму поступово збільшується із 30 Sv у Флоридській течії до максимального значення на 150 Sv на 55° з. д. Тепло, що переноситься з цим величезним об'ємом води, багато в чому відповідальне за помірний клімат північно-західної Європи.